# Dasypsylla brunnea
Dasypsylla brunnea är en insektsart som beskrevs av Walter Wilson Froggatt 1900. Dasypsylla brunnea ingår i släktet Dasypsylla och familjen rundbladloppor. Inga underarter finns listade i Catalogue of Life.